# Ailuroedus
Ailuroedus é um gênero de aves da família Ptilonorhynchidae, nativo das florestas da Austrália e da Nova Guiné. O nome científico Ailuroedus é derivado do grego 'ailouros', que significa gato, e 'eidos', que significa aparência (ou talvez de oaidos, cantor). A escolha do nome relaciona-se com o fato de que as aves do gênero fazem chamados parecido com o choro de um felino.

## Descrição
Os pássaros do gênero Ailuroedus são caracterizados pelo bico cor de marfim com a maxila em forma de gancho, cabeça grande, plumagem dorsal verde, manchas ventrais, poderosas garras de agarrar e hábito de comer figo. Em contraste com os outros gêneros da família Ptilonorhynchidae, todas as aves Ailuroedus carecem de dimorfismo sexual acentuado, são monogâmicas, com ambos os pais cuidando da prole. Eles formam laços de pares nos quais o macho ajuda a construir o ninho e a alimentar o filhote, e têm exibições de perseguição arbórea simples, sem construir caramanchões.

## Espécies
Tradicionalmente, os Ailuroedus foram classificados em três espécies. No entanto, uma pesquisa sobre a filogenia e morfologia revelou sete novas espécies, levando a um total de dez espécies distintas.
- Ailuroedus stonii
- Ailuroedus buccoides
- Ailuroedus geislerorum
- Ailuroedus crassirostris
- Ailuroedus maculosus
- Ailuroedus astigmaticus
- Ailuroedus melanocephalus
- Ailuroedus jobiensis
- Ailuroedus arfakianus
- Ailuroedus melanotis